# Dobbelmann

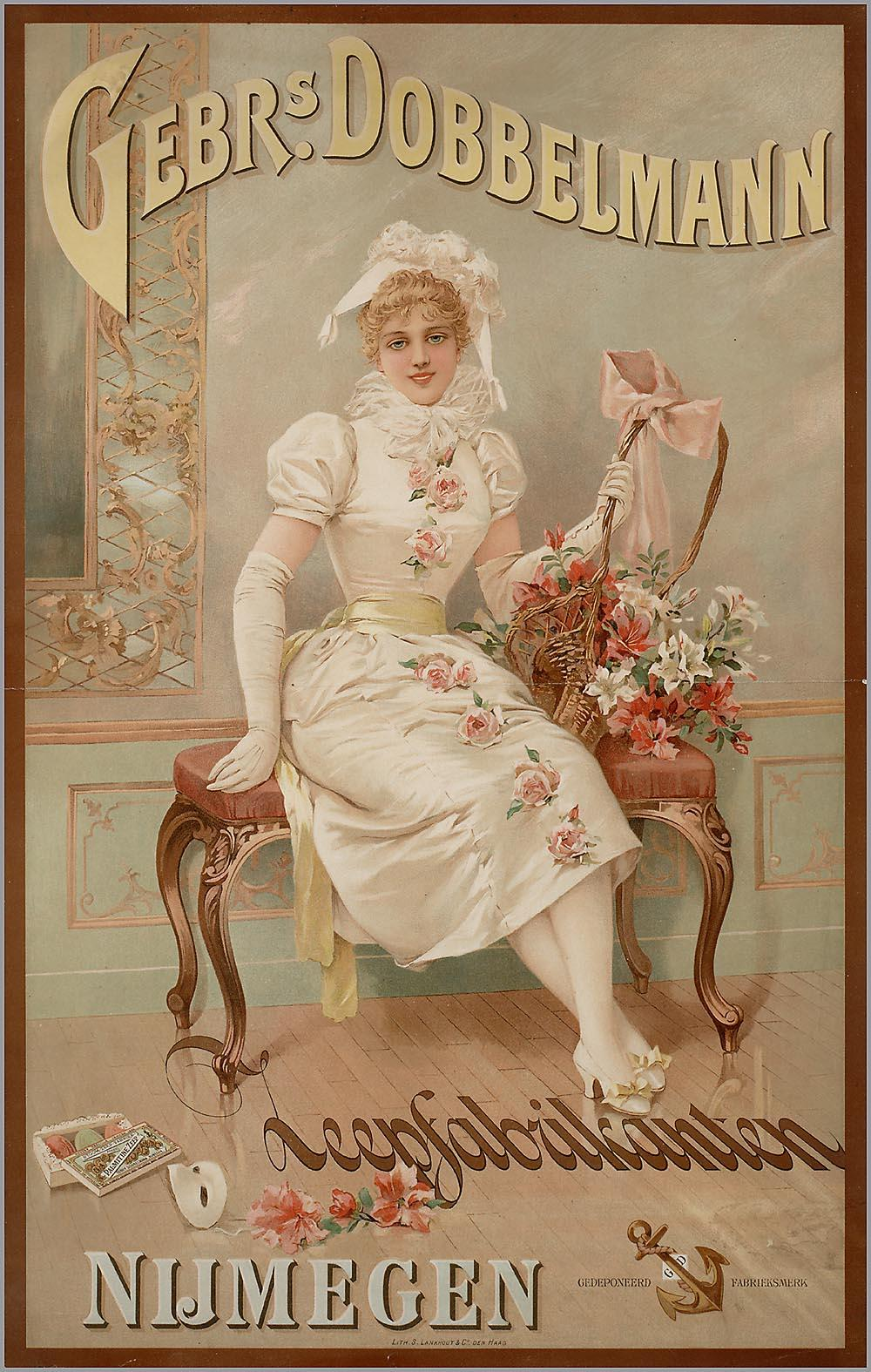
Affiche uit eind 19e eeuw.

Dobbelmann was een Nijmeegse zeepziederij die is opgezet door de familie Dobbelman met een enkele ‘n’ aan het eind. De productie vond plaats aan de Lange Brouwerstraat in de Nijmeegse Benedenstad. Na een grote brand in 1895 werd de fabriek verplaatst naar de wijk Bottendaal in Nijmegen. De spelwijze 'Dobbelmann' is tot 1934 gebruikt, waarna de laatste ‘n’ is verdwenen.
De familie Dobbelman had indertijd een prominente plek in de Nijmeegse samenleving; leden van de familie waren gemeenteraadslid.
In de jaren tachtig werd Dobbelman verkocht aan Sara Lee. Later werd de productie verplaatst naar Denemarken. Een deel van de bedrijfsgebouwen in de Nijmeegse wijk Bottendaal is behouden.

## Bedrijfsgeschiedenis
De zeepziederij bestond in Nijmegen al vanaf 1733, toen Abraham en Jacob Mist een bedrijf vestigden aan de Lange Brouwerstraat. Dat bedrijf werd in 1854 verkocht aan de uit Suttrup afkomstige Johann Peter Dobbelmann van beroep groothandelaar in koloniale waren en tabak. Tot die tijd was de fabriek eigendom van Van der Heijden. Er werkten 7 mensen en er stond de eerste stoommachine van Nijmegen. In 1863 begon Franciscus daar de zeepziederij Stoomzeepfabriek "Het Anker", de naam die in de gevel van het pand stond afgebeeld. Er werden enkele honderden tonnen zachte zeep per jaar geproduceerd met de merknamen Ankerwaszeep, Ankerzeeppoeder en Anker Vlokkenzeep.
In 1895 brandde de fabriek af en werd de productie voortgezet in een leegstaande margarinefabriek aan de Graafsestraat. Vanaf die tijd werd de productie uitgebreid en er werd zelfs naar het buitenland geëxporteerd. In die zelfde periode ontstonden er meer zeepfabrieken en nam de concurrentie toe. In 1906 werd er een kartel gevormd waarbij het merendeel van de Nederlandse zeepfabrieken zich aansloten. Er werkten toen ongeveer 1250 arbeiders bij het kartel, waarvan 235 in Gelderland.

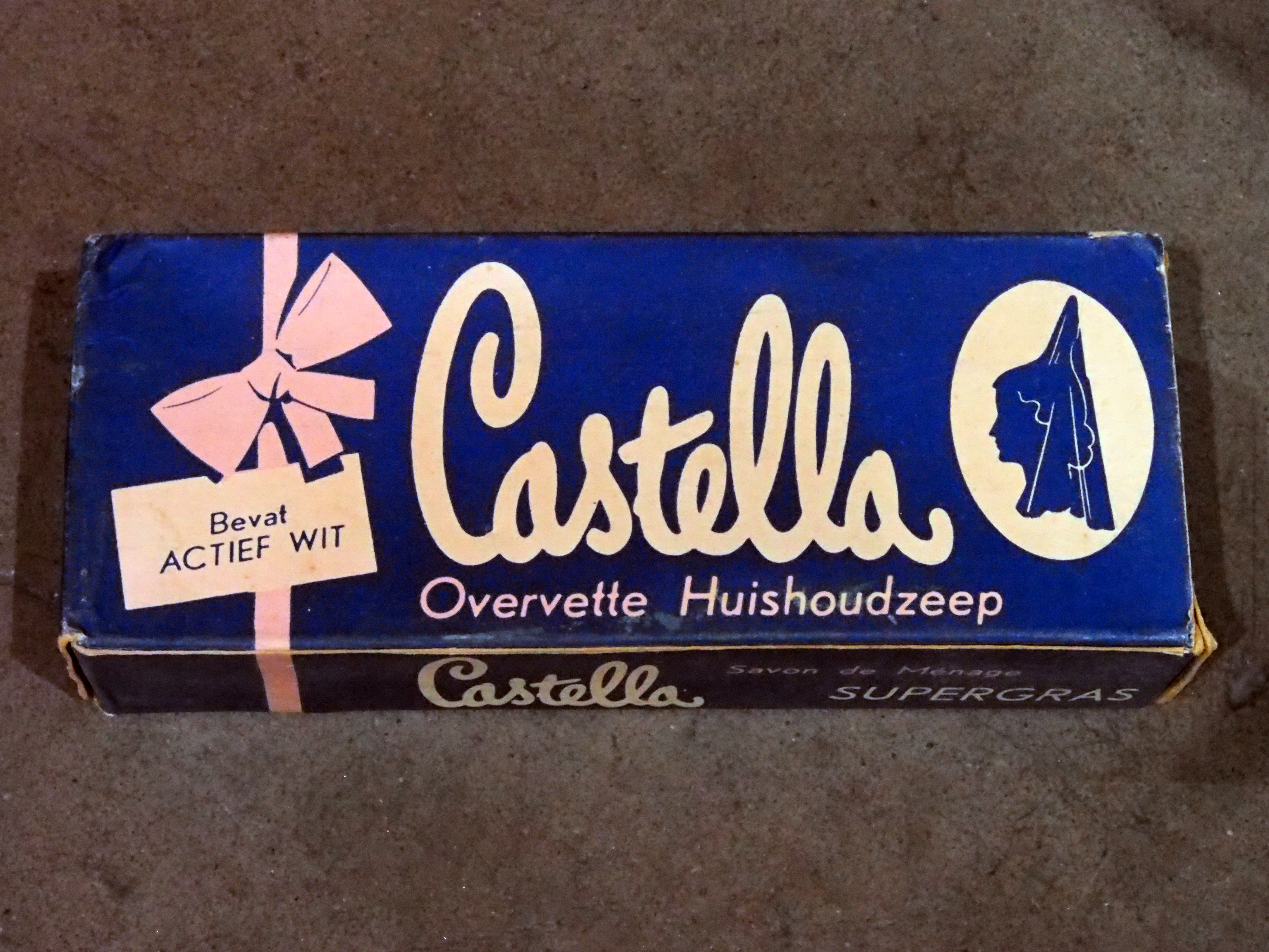
Castella zeep

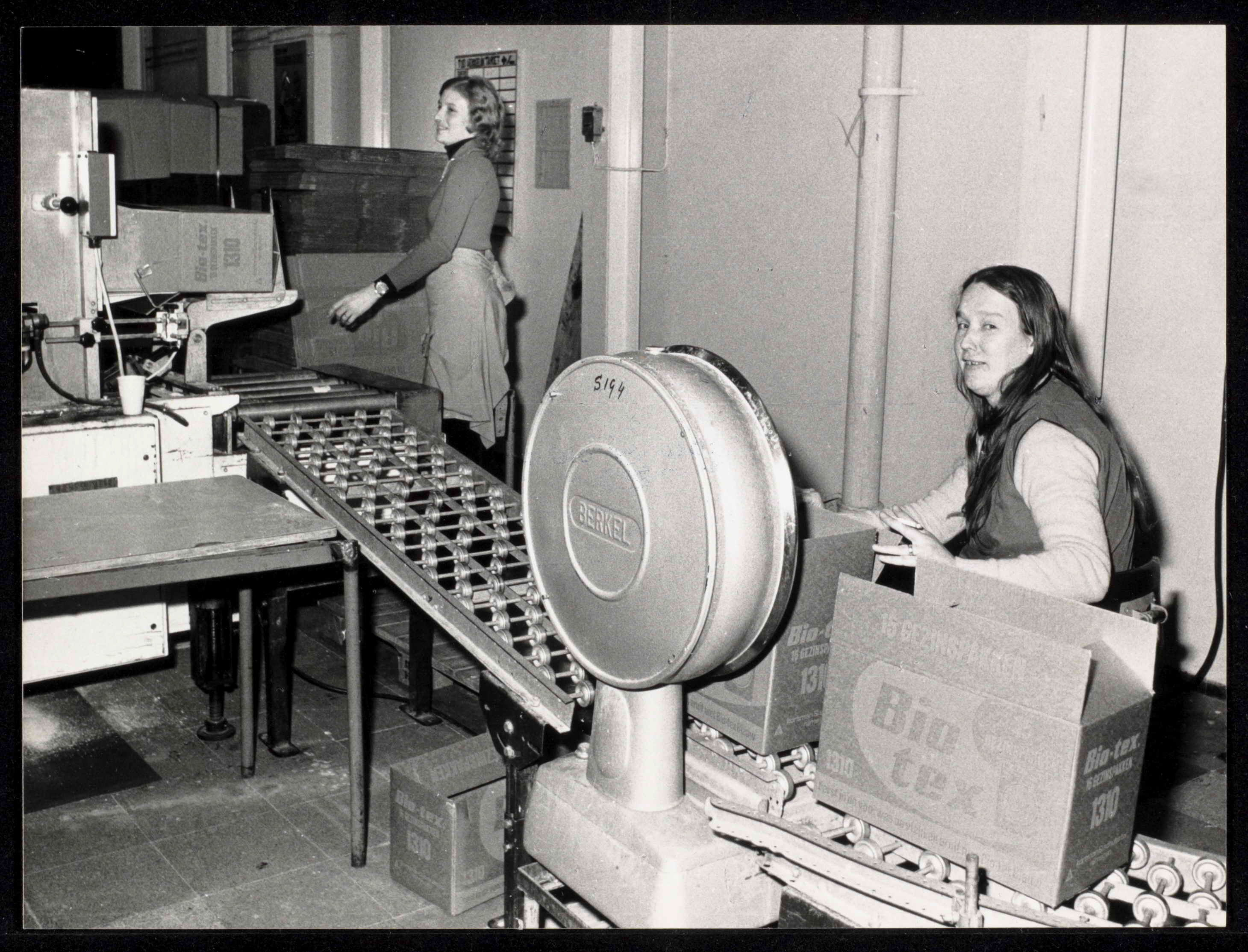
Zeepfabriek Dobbelman, afdeling poederinpak (1969)

Vanaf 1915 kregen de zeepfabrieken te maken met grondstoftekorten en toenemende concurrentie van grotere bedrijven, zoals Unilever, dat bekend werd door de Sunlightzeep. De daaropvolgende crisisjaren hadden een grote negatieve invloed. Maar als gevolg daarvan werd er wel meer aan marketing gedaan, zoals de introductie in 1934 van het zeepmerk Castella dat verwees naar de toevoeging van Spaanse olijfolie. De bedrijfsnaam "Dobbelmann" werd veranderd in "Dobbelman". Onder de naam Castella werd ook scheerzeep verkocht. Er konden “Castella" beeldmerken worden gespaard voor geschenken.
Tijdens de Tweede Wereldoorlog bleef de fabriek met 250 medewerkers vrijwel ongedeerd. Het wasmiddel Lavandine, werd geïntroduceerd met toevoeging van klei en bestanddelen afkomstig uit aardolie met de naam Teepol dat van Shell werd betrokken. Na de oorlog nam de productie van zeep, shampoo, waspoeders en tandpasta met grote stappen toe, mede als gevolg van de introductie van nieuwe spaaracties. In het kader van financiële steun op basis van het Marshallplan werden nieuwe machines gekocht en in 1953 werd het predicaat: "Koninklijke" verkregen.
Dobbelman werd in 1968 verkocht aan Koninklijke Zout Organon als aanvulling op hun reeds bestaande merk Kortman & Schulte. Het merk Dobbelman bleef gehandhaafd. In 1969 werd het biologische waspoeder Biotex geïntroduceerd en tegelijk verdween het Castella-assortiment. Marketing en administratie verhuisden naar Loda in Breda. In 1970 kwamen Loda, Kortman & Schulte, en Dobbelman onder één directie en gingen verder onder de naam ACP dat in 1987 overging naar Douwe Egberts dat onderdeel was geworden van de Amerikaanse Sara Lee Corporation.
Na 1990 liep de werkgelegenheid verder terug van 170 naar 72 medewerkers. Voor de productie werden halffabricaten bij Henkel in Duitsland gekocht. In 1999 werd de productie naar Denemarken verplaatst en werden de Nederlandse activiteiten beëindigd.
Het Dobbelmanterrein in de wijk Bottendaal is daarna herontwikkeld. De schoorstenen van de fabriek zijn behouden gebleven als industrieel monument en ook het Biotexgebouw is behouden als wooncomplex. De toegepaste architectuur verwijst naar het industriële verleden.